# Passo della Sentinella (Monti Alburni)
Il passo della Sentinella è un valico dei monti del Cilento situato in provincia di Salerno che collega il Vallo di Diano con la valle del Calore Lucano. Attraversato dalla strada statale 166 degli Alburni a 932 metri sul livello del mare, ne segna il punto più alto.